# Опочинин, Фёдор Петрович
Фёдор Петрович Опочинин (18 [29] мая 1779, Мышкинский уезд, Ярославская губерния — 20 декабря 1852  [1 января 1853], Санкт-Петербург) — действительный тайный советник, обер-гофмейстер из рода Опочининых. Внук крупного чиновника М. С. Опочинина, зять фельдмаршала М. И. Кутузова, любимый адъютант великого князя Константина Павловича. Наполеоновские кампании закончил в 1808 году в чине полковника, после чего с успехом служил по финансовой и придворной части. С 1838 г. возглавлял Гоф-интендантскую контору.

## Биография
Единственный сын отставного секунд-майора Петра Михайловича Опочинина, избранного предводителем дворянства Мышкинского уезда Ярославской губернии, и Александры Фёдоровны Ладыженской родился 18 (29) мая 1779 года. По обычаю дворян того времени 24 июля 1784 года Ф. П. Опочинин пятилетним мальчиком был записан в лейб-гвардии Измайловский полк; получая домашнее образование, он в полку последовательно был произведён в подпрапорщики (28 мая 1786 года), каптенармусы (16 октября 1786 года), сержанты (6 декабря 1789 года), портупей-прапорщики (21 декабря 1796 года), прапорщики (16 апреля 1797 года) и подпоручики (8 сентября 1798 года).
Действительную же службу Опочинин начал 19 мая 1800 года в чине поручика и в звании адъютанта великого князя Константина Павловича, который скоро приблизил его к себе, оценив его ум и честность; 28 мая того же года Опочинин был переведён в лейб-гвардии Конный полк (с оставлением в занимаемой должности). 14 марта 1801 года произведён в штабс-ротмистры и 1 января 1802 года — в ротмистры.

В 1805 году Опочинин участвовал в сражении при Аустерлице и 30 января 1807 года получил орден Св. Георгия 4-й степени (№ 674 по кавалерскому списку Судравского и № 1644 по списку Григоровича — Степанова) 
В воздаяние отличного мужества и храбрости, оказанных в сражении 20 ноября при Аустерлице против французских войск.

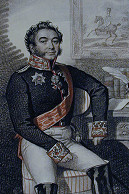

В кампании 1807 года участвовал в сражениях при Гейльсберге и Фридланде, после которых был 2 июня награждён орденом св. Владимира 3-й степени и 12 августа произведён в полковники, также 12 августа он был удостоен прусского ордена «Pour le Mérite». Но этим и ограничилась военная деятельность Опочинина: 30 августа следующего года он по болезни вышел в отставку и 12 мая 1809 г. поступил на гражданскую службу советником в Экспедицию государственных доходов, с переименованием в коллежские советники.
28 июля 1809 года Опочинин получил в награду чин статского советника. В феврале—марте 1810 года ревизовал в Государственном казначействе денежную кассу и порядок дел, 16 апреля того же года был назначен на должность петербургского вице-губернатора; за труды на этой должности он был 27 января 1811 года награждён орденом Св. Анны 2-й степени с алмазными знаками.

Быстрое и блестящее повышение Опочинина по службе современники объясняют благорасположением великого князя Константина Павловича. Ф. Ф. Вигель характеризовал Опочинина:
Ротмистр Конной гвардии и любимый адъютант цесаревича Константина Павловича, с приятной наружностью и гибким, вкрадчивым характером, он удивительно всем нравился, и мужчинам и женщинам. Он был ростом не велик, но чудесно сложен, в самом голосе имея что-то привлекательное. Ни перед кем не унижаясь, он однако же никогда не показывал гордости и, вероятно, не любя печальных лиц, сам старался всем улыбаться.
9 декабря 1811 г. Опочинин был произведён в действительные статские советники, и 1 марта 1813 года назначен директором Департамента разных податей и сборов, каковую должность занимал до 14 февраля 1819 г., когда по прошению от должности директора с оставлением в ведомстве Министерства финансов; 9 февраля 1823 году он был уволен от службы. 26 марта 1813 года за приведение в порядок дел в Петербургской казённой палате Опочинин был награждён орденом Св. Анны 1-й степени (алмазные знаки к сему ордену были пожалованы 22 августа 1826 года) и 17 января 1817 года — орденом Св. Владимира 2-й степени.
С 18 января 1826 г. начинается придворная служба Опочинина: пожалованный в шталмейстеры, он неоднократно исполнял различные высочайшие поручения, между прочим в 1827 г. был командирован в Дрезден с особым поручением к новому саксонскому королю Антону. В 1828 г. находился при великой княгине Елене Павловне во время её заграничного путешествия.
Опочинин 25 февраля 1833 г. был назначен членом комиссии о построении Исаакиевского собора и 18 апреля того же года членом Попечительского совета заведений общественного призрения в Санкт-Петербурге и попечителем больницы св. Марии Магдалины в Санкт-Петербурге. С 1847 года и до своей смерти был председателем этого совета.
Опочинин 2 апреля 1838 года был пожалован в действительные тайные советники и вскоре (23 апреля) назначен обер-гофмейстером Высочайшего Двора, и ровно через два года — президентом Гоф-интендантской конторы; 3 мая того же 1840 г. Опочинин был назначен членом комитета для устройства финансовой части Санкт-Петербургской театральной дирекции; в 1843 г. (с августа по октябрь) временно исполнял обязанности председателя Попечительного совета заведений Общественного призрения в Санкт-Петербурге; не раз Опочинин исправлял и обязанности обер-камергера.
Среди прочих занятий Опочинина было его членство в различных столичных строительных комиссиях, в том числе он занимался финансовым контролем за сооружением Александровской колонны на Дворцовой площади и строительством дворца великой княгини Марии Николаевны. За труды по сооружению Александровской колонны Опочинину 29 августа 1838 года был пожалован орден Белого Орла, а за труды по Гоф-интендантской конторе — 19 апреля 1841 года орден св. Александра Невского (алмазные знаки к этому ордену даны 25 марта 1844 года) и 5 декабря того же года орден св. Владимира 1-й степени.
1 июля 1846 г. Опочинин был назначен членом Государственного совета и 21 апреля следующего года председателем Попечительного совета заведений Общественного призрения. 5 декабря 1850 года Опочинину был пожалован орден Св. Андрея Первозванного. В апреле—июне 1851 года Опочинин временно управлял Придворной конторой.
Скончался 20 декабря 1852 (1 января 1853) года, похоронен в Троице-Сергиевой Приморской пустыни под Санкт-Петербургом.

## Семья

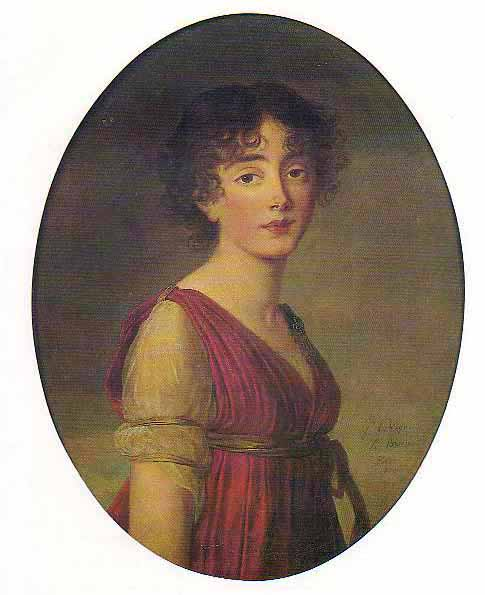
Дарья Опочинина, жена

С 14 января 1807 года был женат на фрейлине Дарье Михайловне Кутузовой (1788—1854), дочери фельдмаршала князя Смоленского. Она была удостоена 27 октября 1829 года звания кавалерственной дамы ордена св. Екатерины 2-й степени. Их дети:
- Константин (1808—1848), полковник, флигель-адъютант, женат на дочери И. Н. Скобелева, фрейлине Вере Ивановне (1825—1897). Их сын Фёдор, библиофил; дочь — Дарья (1844—1870) была морганатической супругой Е. М. Лейхтенбергского; внучка — графиня Д. Е. Богарне.
- Александра (08.06.1814—1868), крестница великого князя Константина Павловича и великой княжны Анны Павловны[4], фрейлина, замужем за генерал-лейтенантом и шталмейстером М. И. Туманским. По словам современника, «мадам Туманская, сделавшая мезальянс своим выходом замуж, была в высшей, даже до тонкости, степени образованная женщина, крайне любезная хозяйка, но некрасивая. Муж её, был человек умный, но мало в сущности образованный, к солдатам он был суров, к офицерам неровен и подчас грубоват, вообще, личность не симпатичная»[5]. Детей у них не было.
- Мария (02.09.1817—1863), крестница императрицы Марии Фёдоровны, фрейлина двора, замужем за тайным советником А. А. Горяиновым.